# 1967–1968-as kupagyőztesek Európa-kupája
A KEK 1967–1968-as szezonja volt a kupa nyolcadik kiírása. A győztes az AC Milan lett, miután 2–0-ra legyőzte a Hamburger SV együttesét.
A Győri ETO a második fordulóig jutott, ahol a későbbi győztes AC Milan ellen két döntetlent ért el, azonban idegenben szerzett kevesebb gólja miatt kiesett.

## Első forduló
| 1. csapat          | Össz. | 2. csapat               | 1. mérk. | 2. mérk. |
| ------------------ | ----- | ----------------------- | -------- | -------- |
| Altay SK           | 2–3   | Standard Liège          | 2–3      | 0–0      |
| Aberdeen FC        | 14–1  | KR Reykjavík            | 10–0     | 4–1      |
| Győri Vasas ETO    | 9–0   | Apóllon Lemeszú         | 5–0      | 4–0      |
| AC Milan           | 6–2   | PFK Levszki Szófia      | 5–1      | 1–1      |
| Valencia CF        | 8–2   | Crusaders FC            | 4–0      | 4–2      |
| FK Austria Wien    | 1–4   | FC Steaua București     | 0–2      | 1–2      |
| Bayern München     | 7–1   | Panathinaikósz          | 5–0      | 2–1      |
| Fredrikstad FK     | 2–7   | Vitória FC              | 1–5      | 1–2      |
| HJK Helsinki       | 1–8   | Wisła Kraków            | 1–4      | 0–4      |
| Hamburger SV       | 7–3   | Randers Freja           | 5–3      | 2–0      |
| FC Aris Bonnevoie  | 1–5   | Olympique Lyonnais      | 0–3      | 1–2      |
| HNK Hajduk Split   | 3–6   | Tottenham Hotspur FC    | 0–2      | 3–4      |
| Floriana FC        | 1–3   | NAC Breda               | 1–2      | 0–1      |
| Shamrock Rovers    | 1–3   | Cardiff City            | 1–1      | 0–2      |
| FK Torpedo Moszkva | 1–0   | BSG Sachsenring Zwickau | 0–0      | 1–0      |
| Lausanne Sports    | 3–4   | Spartak Trnava          | 3–2      | 0–2      |

## Második forduló
| 1. csapat          | Össz.     | 2. csapat            | 1. mérk. | 2. mérk. |
| ------------------ | --------- | -------------------- | -------- | -------- |
| Standard Liège     | 3–2       | Aberdeen FC          | 3–0      | 0–2      |
| Győri Vasas ETO    | 3–3 (ig.) | AC Milan             | 2–2      | 1–1      |
| Valencia CF        | 3–1       | FC Steaua București  | 3–0      | 0–1      |
| FC Bayern München  | 7–3       | Vitória FC           | 6–2      | 1–1      |
| Wisła Kraków       | 0–5       | Hamburger SV         | 0–1      | 0–4      |
| Olympique Lyonnais | 4–4 (ig.) | Tottenham Hotspur FC | 1–0      | 3–4      |
| NAC Breda          | 2–5       | Cardiff City FC      | 1–1      | 1–4      |
| FK Torpedo Moszkva | 6–1       | Spartak Trnava       | 3–0      | 3–1      |

## Negyeddöntő
!|  Újrajátszás  
| 1. csapat                                      | Össz. | 2. csapat          | 1. mérk. | 2. mérk.   |
| ---------------------------------------------- | ----- | ------------------ | -------- | ---------- |
| Standard Liège                                 | 2–2   | AC Milan           | 1–1      | 1–1 (h.u.) |
| Újrajátszás: 0–2, az AC Milan jutott tovább    |       |                    |          |            |
| Valencia CF                                    | 1–2   | FC Bayern München  | 1–1      | 0–1        |
| Hamburger SV                                   | 2–2   | Olympique Lyonnais | 2–0      | 0–2 (h.u.) |
| Újrajátszás: 2–0, a Hamburger SV jutott tovább |       |                    |          |            |
| Cardiff City FC                                | 1–1   | FK Torpedo Moszkva | 1–0      | 0–1 (h.u.) |
| Újrajátszás: 1–0, a Cardiff City jutott tovább |       |                    |          |            |

## Elődöntő
| 1. csapat    | Össz. | 2. csapat         | 1. mérk. | 2. mérk. |
| ------------ | ----- | ----------------- | -------- | -------- |
| AC Milan     | 2–0   | FC Bayern München | 2–0      | 0–0      |
| Hamburger SV | 4–3   | Cardiff City FC   | 1–1      | 3–2      |

## Döntő
| 1968. május 23. 19:00 |

| AC Milan      | 2–0   | Hamburger SV |
| ------------- | ----- | ------------ |
| Hamrin 3' 19' | (2–0) |              |

| Feijenoord Stadion, Rotterdam Nézőszám: 53 276 Játékvezető: José María Ortiz de Mendíbil (spanyol) |

| Az 1967–1968-as kupagyőztesek Európa-kupája győztese |
| ---------------------------------------------------- |
| AC Milan 1. cím                                      |

## Lásd még
- 1967–1968-as bajnokcsapatok Európa-kupája
- 1967–1968-as vásárvárosok kupája